# Genoprettende retfærdighed
Genoprettende retfærdighed er en paraplybetegnelse der dækker over en række tilgange til ret, straf og skyld. Ordet er en oversættelse af det engelske restorative justice.  Genoprettende ret fokuserer, i modsætning til det traditionelle retssystem, på at genoprette den skade der er sket gennem processer der involverer alle berørte parter i en sag. Disse parter er inklusiv men ikke begrænset til; offer, gerningsmand, disses familier og venner, nærsamfundet og myndighedspersoner. Konfliktrådsordningen i Danmark er et eksempel på anvendelsen af genoprettende retfærdighed i det danske retsvæsen. Der arbejdes desuden med aspekter af Genoprettende Ret i mange danske kommuner, fx via konfliktmægling.